# Escudo de Surinam

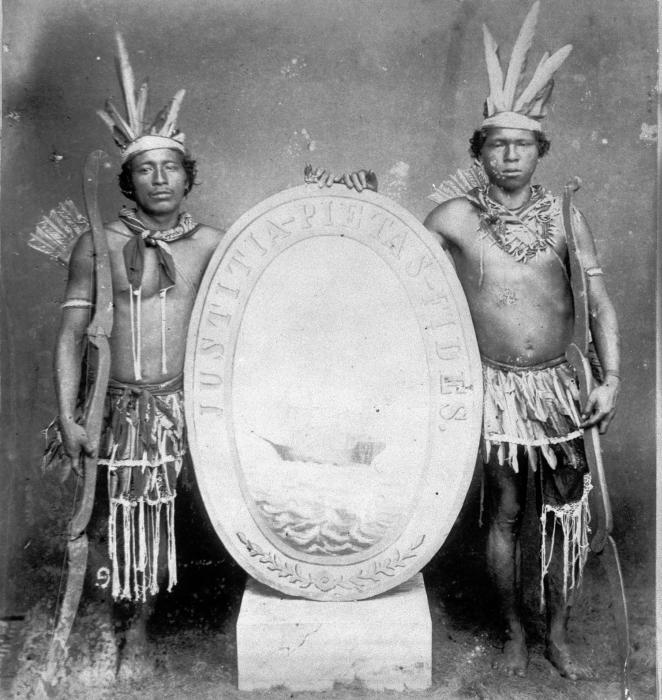
Fotografía de una alegoría del escudo de Surinam. Obra del fotógrafo Julius Eduard Muller.

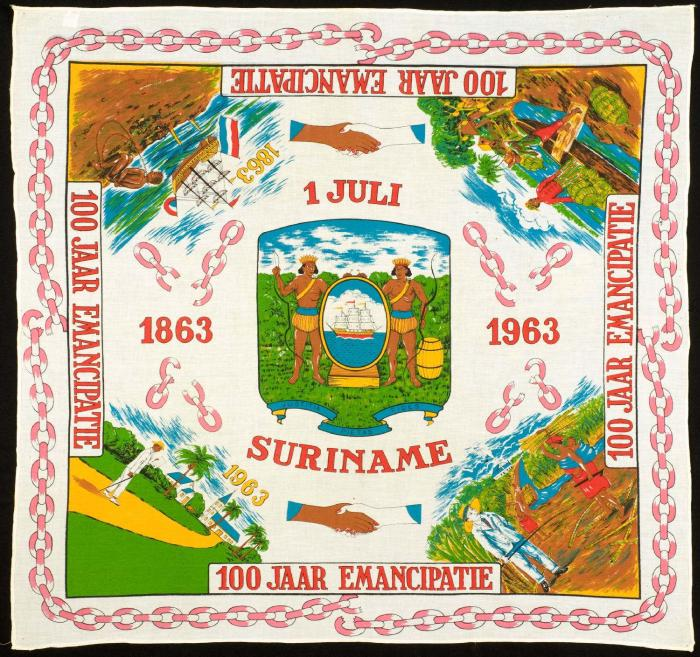
Tela que muestra una versión anterior del escudo de armas de Surinam, este pañuelo es usado para construir una angisa conmemorativa del centenario de la emancipación, de la abolición de la esclavitud.

El escudo de armas de Surinam fue adoptado el 25 de noviembre de 1975 a raíz de la proclamación de la independencia. Es esencialmente el mismo que el aprobado bajo la administración neerlandesa el 8 de diciembre de 1959, con la diferencia de que entonces los indios se representaban con los cabellos rubios, como si los llevaran coloreados con arjeña, y en el escudo actual son negros. Los antiguos escudos coloniales ya llevaban la señal tradicional del barco navegando por el océano y los dos indios como soportes.
Se trata de un escudo elíptico partido. En el primero, de azur, un velero de oro visto de proa navegando sobre un pie ondulado de argén y de azur de cinco piezas; en el segundo, de argén, una palma real de sinople saliendo de un pie ondulado también de sinople. Resaltando sobre el todo, un escusón en forma de losange o diamante (rombo) de sinople, cargado de una estrella de cinco puntas de oro. El escudo está sujeto por dos indios arawaks, colocados al natural, armados con arcos y carcajes de flechas, con los cortes de gules, descansando sobre una cinta de gules con el lema nacional en latín: Justitia Pietas Fides que significa en español "Justicia, Piedad, Fidelidad". 
El barco de la primera partición simboliza el pasado de Surinam, lugar de destino del tráfico de esclavos provenientes de África, mientras que la palmera de la segunda partición alude al presente del país, dominado por la justicia. El escusón central representa los surinameses, procedentes de los cinco continentes.

## Versiones anteriores

Escudo de armas de la colonia neerlandesa de Surinam
Escudo de armas de Surinam (1959-1975)